# Damian Priest
Luis Martínez (Nova Iorque, 26 de setembro de 1982) é um lutador profissional americano de ascendência porto-riquenha. Atualmente trabalha para a WWE, onde atua no SmackDown sob o nome de ringue Damian Priest.
Ele também é conhecido por seu trabalho na Ring of Honor (ROH) sob o nome de ringue Punishment Martinez, onde é ex-Campeão Mundial Televisivo da ROH. Através da relação de trabalho da ROH com a New Japan Pro-Wrestling (NJPW), ele também trabalhou no Japão como Punisher Martinez.
Martínez ingressou na WWE em 2018 e começou em sua marca de desenvolvimento, NXT, sob seu nome de ringue atual, vencendo o Campeonato Norte-Americano do NXT uma vez. Em 2021, ele foi movido para o plantel principal da WWE, onde ganhou o Campeonato dos Estados Unidos da WWE uma vez. Ele então ganhou popularidade durante seu tempo como membro fundador do Judgment Day de 2022 a 2024, onde durante sua gestão, ele ganhou o contrato masculino do Money in the Bank de 2023, tornou-se quatro vezes campeão de duplas, detendo os títulos do Raw e SmackDown duas vezes cada sob o nome de Campeonato Indiscutível de Duplas da WWE com o companheiro de equipe do Judgment Day, Finn Bálor (sendo a única dupla a alcançar tal prêmio) e venceu o Campeonato Mundial dos Pesos-Pesados na WrestleMania 40 depois de se tornar o segundo homem na história a utilizar sua maleta com sucesso no evento homônimo.

## Início de vida
Martínez nasceu na cidade de Nova York de pais Nuyorican, mas foi criado no município de Dorado, Porto Rico. Enquanto morava em Dorado, ele viu o World Wrestling Council na televisão e teve o interesse de se tornar um lutador profissional. Ele aprendeu o karatê japonês Gōjū-ryū com seu pai artista marcial. Depois de vencer dois campeonatos nacionais em artes marciais de contato total, Martínez decidiu embarcar em uma carreira no wrestling profissional. Quando retornou aos Estados Unidos, o espanhol ainda era sua primeira língua e passou por um período de adaptação cultural.

## Carreira na luta livre profissional

### Início de carreira
Martínez treinou na Monster Factory e ganhou vários títulos na Monster Factory Pro Wrestling. Em 2014, Martínez participou de um campo de treinamento da Ring of Honor (ROH) e passou a treinar no dojo da ROH.

### Ring of Honor (2015–2018)
Sua primeira aparição em um show da ROH foi em 2015 sob seu nome real, Luis Martínez, onde competiu em duas partidas dark match, perdendo a primeira para The Romantic Touch e vencendo a segunda ao lado de Shaheem Ali contra Hellcat e Mattick.
Martínez fez seu retorno em Ring of Honor, anunciado como "Punisher Martinez", no ROH Top Prospect Tournament onde derrotou Colby Corino na primeira rodada. Martinez perdeu para Lio Rush nas semifinais; no entanto, apesar da perda, Martinez assinou um contrato com a Ring of Honor. Ele posteriormente se estabeleceu como um vilão quando se alinhou com BJ Whitmer e Kevin Sullivan, entrando em uma rivalidade com seu adversário Steve Corino. Em 16 de setembro de 2016, Martinez participou do Honor Rumble 2016, onde teve uma exibição impressionante antes de ser eliminado. No início de novembro, ele participou do Survival of the Fittest de 2016, onde acabou sendo eliminado na partida final do Six Man Mayhem. Martinez e Whitmer passaram a rivalizar brevemente com os ex-Campeões Mundiais de Duplas da ROH War Machine (Hanson e Raymond Rowe), primeiro lutando contra eles em um no contest e depois derrotando-os em uma luta anything goes.
Através da relação de trabalho da ROH com a New Japan Pro-Wrestling (NJPW), Martinez apareceu no evento de dois dias Honor Rising: Japan 2017. Na primeira noite, Martinez juntou-se aos membros do Los Ingobernables de Japón Hiromu Takahashi e Tetsuya Naito para derrotar Dalton Castle, Hiroshi Tanahashi e Ryusuke Taguchi, com Martinez conquistando a vitória para sua equipe. Na segunda noite, Martinez desafiou sem sucesso Hirooki Goto pelo Campeonato Peso Aberto NEVER. Usando o nome Damian Martinez, ele retornou à ROH para competir sem sucesso em um Manhattan Mayhem Battle Royal para determinar o desafiante nº 1 pelo Campeonato Mundial da ROH. Martinez também entrou em um Battle Royal para determinar o desafiante nº 1 pelo Campeonato Mundial de Televisão ROH, que ele também perdeu. Em 11 de fevereiro, Martinez e B.J. Whitmer derrotaram o War Machine, mas após a luta, Martinez atacou Whitmer com sua manobra de finalização South of Heaven.
Martinez ganhou seu primeiro campeonato na ROH em 16 de junho de 2018, derrotando Silas Young pelo Campeonato Mundial de Televisão na noite dois do evento "State of the Art" da promoção em Dallas, Texas. Martinez se classificou para uma oportunidade no referido campeonato mais cedo naquela mesma noite ao derrotar Cheeseburger em uma luta six-way Proving Ground. Martinez faria outra defesa de título bem-sucedida no Best in the World 2018 contra o "Hangman" Adam Page em uma Baltimore Street Fight. No Death Before Dishonor XVI, ele defendeu com sucesso o título contra Chris Sabin. Após a luta, ele atacou Sabin, até que Jeff Cobb fez a defesa. Em 29 de setembro, seu contrato com a Ring of Honor expirou e ele desistiu de uma oferta de contrato. Em sua última aparição na promoção, Martinez perdeu o Campeonato de Televisão contra Cobb.

### WWE

#### Começo (2018–2020)
Em 12 de outubro de 2018, foi relatado que Martinez havia assinado um contrato com a WWE, seis dias depois ele foi formalmente apresentado, entre outros novos membros à marca NXT. Em 28 de novembro, em uma gravação do NXT TV em Winter Park, Flórida, Martinez, como Punishment Martinez, fez sua estreia como heel, perdendo para Matt Riddle. Enquanto em 15 de abril de 2019, foi relatado que Martinez passaria pelo novo nome de ringue "Damian Priest", ele ainda estava lutando sob o nome "Punishment Martinez" nos shows do NXT durante abril e maio. Vignettes começou a ser exibida no NXT TakeOver: XXV em junho, reintroduzindo Martinez sob este novo personagem de Damian Priest. Estreando como Damian Priest, ele derrotou Raul Mendoza e depois derrotou Keith Lee em sua segunda aparição.
Em 2 de outubro de 2019, episódio do NXT, Priest iniciou uma rivalidade com Pete Dunne e Killian Dain, culminando em uma luta triple threat no NXT TakeOver: War Games (2019) pelo desafiante número 1 pelo Campeonato do NXT, onde Dunne foi vitorioso. Priest também se tornaria parte da luta pay-per-view 5-on-5-on-5 Survivor Series, representando o Team NXT em uma derrota para o Team SmackDown também envolvendo o Team Raw, onde foi eliminado por Randy Orton. Em janeiro de 2020, Priest foi incluído em uma história em torno do Campeonato Norte-Americano do NXT com Keith Lee e Dominik Dijajkovic. Priest teria uma oportunidade pelo título contra Lee e Dijakovic em 1º de abril de 2020, e uma luta individual contra Lee em 22 de abril, sendo derrotado nas duas vezes.

#### Campeão Norte-Americano do NXT (2020–2021)
Sua próxima história começou quando, em 22 de abril de 2020, episódio do NXT, Finn Bálor foi atacado nos bastidores por um desconhecido. Em 13 de maio de 2020, Priest foi revelado como o atacante desconhecido e ambos se enfrentaram no TakeOver: In Your House, onde Priest foi derrotado por Bálor. Apesar da derrota, o desempenho de Priest no ringue nesta luta foi muito apreciado por Triple H e também pelos fãs, seguido por Priest virando rosto em uma entrevista nos bastidores onde elogiou Bálor. Em 10 de junho de 2020 no episódio do NXT, Cameron Grimes exibiu sua vitória anterior sobre Finn Bálor e considerou Priest como um "perdedor" em uma entrevista nos bastidores, levando Priest a atacá-lo, confirmando a virada de rosto de Priest. Isso desencadeou uma pequena rivalidade entre Grimes e Priest, que terminou pouco antes do torneio realizado para o NXT North American Championship vago.

#### The Judgment Day (2022–2024)
Na WrestleMania 38, Priest fez sua aparição distraindo AJ Styles durante sua luta contra Edge, fazendo com que Styles perdesse a luta. Após a partida, Edge comemorou sua vitória com Priest, iniciando uma aliança entre os dois. Ao longo das semanas, eles continuaram a rivalizar com Styles, desenvolvendo novos maneirismos e personagens. Na edição de 25 de abril do Raw, Edge e Priest foram apelidados de Judgment Day, após o qual Priest derrotou Bálor em uma luta individual.

## Títulos e prêmios
- Keystone Pro Wrestling

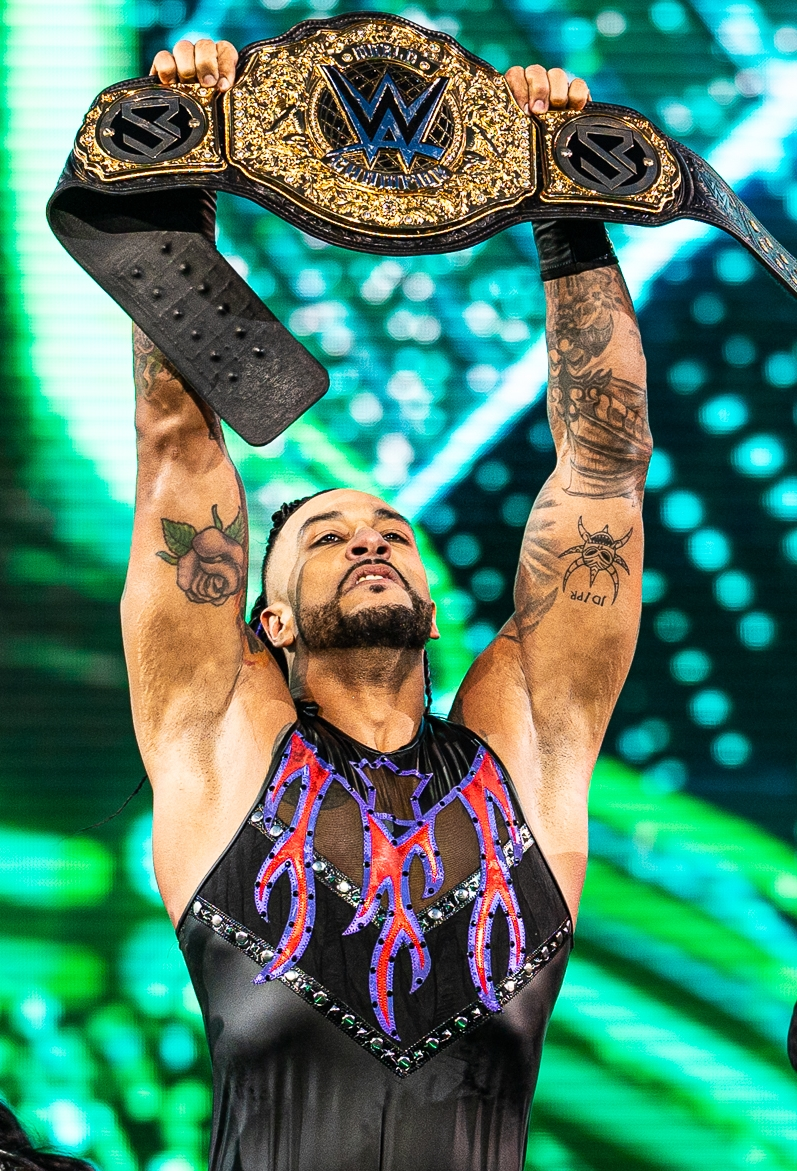
Priest é um ex-campeão mundial dos pesos-pesados.

  - KPW Tag Team Championship (1 vez) – com Matthew Riddle[43]
- Monster Factory Pro Wrestling
  - MFPW Heavyweight Championship (3 vezes)[44]
  - MFPW Tag Team Championship (2 vezes)[45] – com Brolly (1) e Q. T. Marshall (1)
  - MFPW Invitational Cup (2016)[46]
- New York Post
  - Facção do Ano (2023) como parte do The Judgment Day[47]
- Pro Wrestling Illustrated
  - Facção do Ano (2023)  como parte do The Judgment Day
  - PWI o colocou na 71ª posição entre os 500 melhores lutadores na PWI 500 de 2023[48]
- Ring of Honor
  - ROH World Television Championship (1 vez)[49]
  - Survival of the Fittest (2017)[50][51]
- Wrestling Observer Newsletter
  - Pior Luta do Ano (2021) vs. The Miz na WrestleMania Backlash[52]
- WWE
  - Campeonato Mundial dos Pesos-Pesados da WWE (1 vez)[53]
  - Campeonato dos Estados Unidos da WWE (1 vez)[54][55]
  - Campeonato de Duplas do Raw (2 vezes) – com Finn Bálor[56]
  - Campeonato de Duplas do SmackDown (2 vezes) – com Finn Bálor[57]
  - Campeonato Norte-Americano do NXT (1 vez)[58]
  - Luta Money in the Bank masculina (2023)
  - Slammy Award (1 vez)
    - Facção do Ano (2024) – como membro do The Judgment Day